# The Contributor
The Cotributor — американская еженедельная уличная газета города Нэшвилл, штат Теннесси. Содержание газеты посвящено вопросам, связанным с бездомностью и бедностью, статьи пишутся местными журналистами, а также бездомными. Продавцами The Contributor на улицах Нэшвилла являются простые бездомные, которые зарабатывают с помощью торговли газетой. Начиная с апреля 2014 года периодичность увеличена до еженедельной. В то же время, цена за экземпляр увеличилась с $1,00 до $2,00, в то время как продавцы стали покупать газету за $ 0.75 (по сравнению с $ 0,25 раньше).

## История
The Contributor была создана в 2007 году группой добровольцев. Первый выпуск был опубликован в ноябре 2007 года и имел тираж около 800 экземпляров. Затем газета стала публиковаться регулярно с ежемесячной периодичностью. Со временем месячный тираж газеты превысил 100 000 экземпляров в месяц.

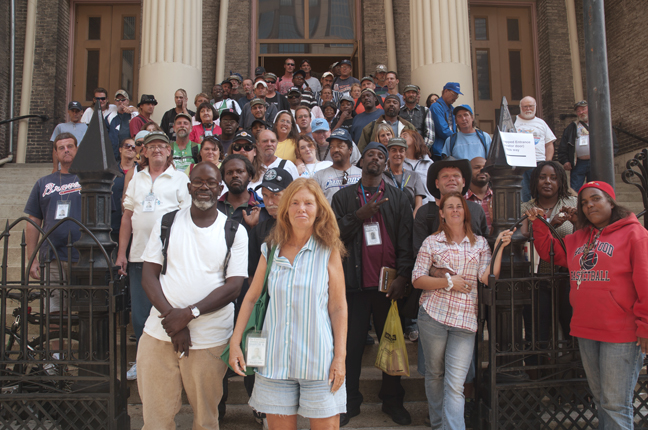
Продавцы The Contributor

В 2010 году The Contributor стал независимой некоммерческой организацией и получил статус 501(c)(3), позволяющий жертвующим получать налоговые льготы на благотворительность. Соосновательница газеты Таша Френч получила премию от Общества Квотербеков Теннесси Тайтанс за усилия в создании и публикации газеты, получив грант в размере $ 10 000.

## Членство
- Североамериканская ассоциация уличных газет
- Международная сеть уличных газет